# Nikki Reed
Nicole Houston "Nikki" Reed (West Los Angeles, 1988. május 17. –) amerikai színésznő. 
Az ismertséget Alkonyat-filmek (2008–2012) hozták meg számára, Rosalie Hale vámpír szerepében. 2003-ban, a Tizenhárom című film megjelenése után vált híressé, melynek főszereplője és társ-forgatókönyvírója is volt. Ezután feltűnt a Dogtown urai (2005) és a Mini beindul (2006) című filmekben. 
2015–2016 között Az Álmosvölgy legendája című sorozatban kapott fontosabb szerepet.

## Gyermekkora és családja
Reed Kaliforniában, Nyugat-Los Angelesben született Cheryl Houston, kozmetikus és Seth Reed, díszlettervező lányaként. Van egy Nathan nevű bátyja. Édesapja zsidó, édesanyja olasz származású. 

## Magánélete
2015. április 26-án kötötte össze életét a szintén színész Ian Somerhalderrel. 2017. július 25-én született meg első gyermekük, egy kislány, aki a különleges, Bodhi Soleil Reed Somerhalder nevet kapta.

## Filmográfia

### Film
| Év   | Cím                               | Eredeti cím                              | Szerep                | Magyar hang     |
| ---- | --------------------------------- | ---------------------------------------- | --------------------- | --------------- |
| 2003 | Tizenhárom                        | Thirteen                                 | Evie Zamora           | Mánya Zsófia    |
| 2005 |                                   | Man of God                               | Zane Berg             |                 |
| 2005 | Dogtown urai                      | Lords of Dogtown                         | Kathy Alva            |                 |
| 2005 | Amerikai fegyver                  | American Gun                             | Tally                 | Laudon Andrea   |
| 2006 | Mini beindul                      | Mini's First Time                        | Minerva "Mini" Droggs | Molnár Ilona    |
| 2008 | Alkonyat                          | Twilight                                 | Rosalie Hale          | Bánfalvi Eszter |
| 2008 | Ismeretlen ismerősök              | Familiar Strangers                       | Allison               |                 |
| 2009 | Alkonyat – Újhold                 | The Twilight Saga: New Moon              | Rosalie Hale          | Bánfalvi Eszter |
| 2009 | A nyár utolsó napja               | Last Day Of Summer                       | Stefanie              | Ábel Anita      |
| 2010 | Alkonyat – Napfogyatkozás         | The Twilight Saga: Eclipse               | Rosalie Hale          | Bánfalvi Eszter |
| 2010 | A lánclevél átka                  | Chain Letter                             | Jessie Campbell       | Laudon Andrea   |
| 2011 | Dupla csapda                      | Catch. 44                                | Kara                  | Pikali Gerda    |
| 2011 | Alkonyat: Hajnalhasadás – 1. rész | The Twilight Saga: Breaking Dawn Part 1. | Rosalie Hale          | Bánfalvi Eszter |
| 2012 | Alkonyat: Hajnalhasadás – 2. rész | The Twilight Saga: Breaking Dawn Part 2. | Rosalie Hale          | Bánfalvi Eszter |
| 2013 | Tuti szajré                       | Empire State                             | Lizzette              | Sallai Nóra     |
| 2014 | Rekviem egy macskáért             | Murder of a Cat                          | Greta                 | Bánfalvi Eszter |

### Televízió
| Év        | Cím                     | Eredeti cím   | Szerep         | Megjegyzések |
| --------- | ----------------------- | ------------- | -------------- | ------------ |
| 2006      | A narancsvidék          | The O.C.      | Sadie Campbell | 6 epizód     |
| 2006      | Igazság                 | Justice       | Molly Larusa   | 1 epizód     |
| 2015–2016 | Az Álmosvölgy legendája | Sleepy Hollow | Betsy Ross     | 15 epizód    |
| 2019      |                         | Dollface      | Bronwyn        | 1 epizód     |
| 2019      | V-Wars – Vérháború      | V-Wars        | Rachel         | 5 epizód     |

### Videóklipek
- 2005: Carlos Santana és Steven Tyler – Just Feel Better